# Voluntarios azerbaiyanos en las SS
Las formaciones de voluntarios azerbaiyanos de las SS fueron reclutadas entre prisioneros de guerra, principalmente de la Unión Soviética y de los países anexados por ella después de 1939. Se organizaron para luchar contra la Unión Soviética del lado de la Alemania nazi.

## Orígenes
Las amplias victorias iniciales de la Operación Barbarroja produjeron cientos de miles de prisioneros soldados no rusos en las bolsas de prisioneros de guerra del ejército alemán. El hambre era uno de los principales problemas a los que se enfrentaban. En apenas ocho meses de 1941-42, el ejército alemán mató a unos 2,8 millones de prisioneros de guerra soviéticos por inanición, exposición al frío y ejecuciones sumarias. Las condiciones en los campos de prisioneros eran atroces. "No había cuarteles ni viviendas permanentes. Los campos eran simplemente áreas abiertas cercadas con alambre de púas. Los prisioneros tenían que tumbarse al sol, luego en el barro y en el otoño, con temperaturas tan bajas como menos -30º, existía la posibilidad de morir congelado".
La integración de extranjeros Waffen-SS se mantuvo en secreto al principio, por temor a Hitler, quien se oponía categóricamente a cualquier forma de participación de los ciudadanos soviéticos en la guerra contra Rusia. Pero las necesidades del ejército en el Frente Oriental indujeron a los comandantes alemanes a aceptar los servicios de voluntarios para luchar contra el régimen soviético, incluso en contra de las claras órdenes del Comando Supremo.
Decenas de miles de ellos eran musulmanes, y la mayoría de ellos procedían de la Unión Soviética. En diciembre de 1941, un memorándum ordenó que el OKW creara dos unidades musulmanas: la Legión Turquestana, formada por voluntarios musulmanes de Asia Central; como turcomanos, uzbecos, kazajos, kirguises, karakalpaks y tayikos, y la Legión Musulmana Caucásica de voluntarios musulmanes caucásicos; como azerbaiyanos, daguestaníes, ingushes y lezgins.
La integración de los musulmanes soviéticos fue parte de los planes de Hitler para traer a Turquía al bando del Eje y avanzar en el control de los campos petroleros en Oriente Medio y Bakú. Los más numerosos de los musulmanes soviéticos que sirvieron a los alemanes fueron los Turkestanis. Los primeros voluntarios del Turquestán se integraron como un batallón de la 444. Sicherungs-Division en noviembre de 1941 y se convirtieron en una fuerza auxiliar para ayudar a los alemanes a luchar contra los partisanos locales. El mayor Andreas Meyer-Mader fue nombrado comandante del 444.º Batallón. Meyer-Mader, un austríaco, había servido en el estado mayor del Ejército Nacional Revolucionario de Chiang Kai-shek antes de la Segunda Guerra Mundial.
Según el periódico Argumenty i Fakty, 40.000 azerbaiyanos lucharon por el Tercer Reich, mientras que 700.000 azerbaiyanos fueron reclutados en los ejércitos de la Unión Soviética.

## 450. Turkestanisches Battalion
El 450.º Batallón se formó en la ciudad de Legionowo, en Polonia, y pasó la mayor parte del verano custodiando las redes de comunicaciones y ferroviarias entre Járkov y Stalingrado. La disciplina decayó tanto que Meyer-Mader fue destituido del mando del 450.° Batallón durante 1943.
En noviembre de 1943, Meyer-Mader se reunió con Himmler para ofrecer sus servicios para ayudar a organizar y comandar una unidad SS compuesta por turcos. Himmler aprobó el plan general y luego lo transfirió a las Waffen-SS y lo promovió al rango de SS-Obersturmbannführer (Teniente Coronel). El 14 de diciembre se celebró una reunión en Berlín en presencia del Gran Mufti de Jerusalén, Mohammad Amin al-Husayni. El Gran Mufti aprobó el plan para crear una división SS turco-musulmana y dio su "liderazgo espiritual" para influir en los voluntarios musulmanes.

## Ostmuselmanisches SS-Regiment
Entre noviembre de 1943 y enero de 1944, hubo una serie de reuniones entre Meyer-Mader y voluntarios musulmanes. Como resultado de estas reuniones, el 4 de enero de 1944, se decidió formar el Ostmuselmanisches SS-Regiment. En la misma reunión, se decidió disolver los siguientes batallones de la Wehrmacht que servirían como base para una nueva plataforma: los batallones 450.º, 480.º, 782.º, 786.º, 790.º, 791.º y I/94.º de los Turkestanische bataillonen, el 818.º Aserbeidschanische y 831.º Volga Tatar. Muchos de los voluntarios desertaron en ese momento, y el 818.º desertó a los movimientos de resistencia polacos y ucranianos en 1943.
Además, al mismo tiempo, Meyer-Mader realizó varias visitas a los campos de prisioneros de guerra y pidió voluntarios para unirse a la nueva legión musulmana de las SS. Los reclutas no eran solo turkestanis, sino también azerbaiyanos, kirguís, uzbecos y tayikos. A finales de enero de 1944 pudo reclutar a tres mil voluntarios que se concentraron en Poniatowa. Para aumentar la dotación de personal, se trasladaron allí decenas de oficiales y suboficiales alemanes. Sin embargo, fue un proceso muy lento, principalmente debido a la falta de equipo, incluidos uniformes e incluso calzado. Por lo tanto, la fecha límite de octubre de 1944, que Himmler designó para el despliegue de divisiones en el regimiento, solo había cuatro mil hombres, formados en tres batallones.
La unidad se formó en Trawniki, en Polonia, antes de que fueran transferidos a Bielorrusia para recibir capacitación adicional. El SS-Obersturmbannführer Andreas Meyer-Mader fue designado como su primer comandante.
Esta unidad carecía de disciplina y moral, especialmente después de que Meyer-Mader fuera asesinado durante una escaramuza con partisanos en Yuratishki, cerca de Minsk, el 28 de marzo de 1944. La situación empeoró cuando el comandante de reemplazo, el SS-Hauptsturmführer (Capitán) Billig ejecutó a 78 miembros de la unidad por insubordinación. Este incidente enfureció a Himmler y Billig fue relevado. En mayo de 1944, los 550 hombres (turkestanis, tártaros del Volga, azerbaiyanos, kirguís, uzbecos y tayikos) del Ostmuslemanische SS-Regiment fueron incorporados a la SS-Sturmbrigade Dirlewanger.

## En Varsovia

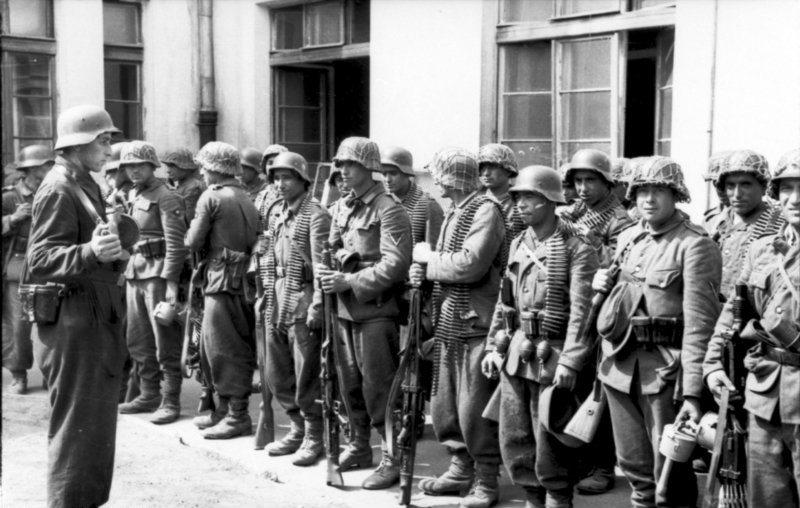
Soldados del Aserbeidschanische Feld-Bataillon I./111 durante el alzamiento de Varsovia.

El 29 de enero de 1944, Heinz Reinefarth fue asignado como líder de las SS y la policía en el Reichsgau de Wartheland (el Voivodato de Gran Polonia anexado por Alemania en 1939). En este cargo fue responsable de la represión organizada contra los polacos y otras nacionalidades privadas de todos los derechos por Alemania. Después del alzamiento de Varsovia, Reinefarth organizó una unidad militar de la 16.ª Compañía de Policía y otras unidades de seguridad más pequeñas y ordenó que se dirigiera a Varsovia. A su llegada, sus fuerzas fueron incluidas en el Korpsgruppe Von Dem Bach del general Erich von dem Bach, a quien Himmler le ordenó sofocar la rebelión. Desde el 5 de agosto de 1944, el grupo de Reinefarth participó en los combates en el área de Wola. En varios días, sus soldados y los de Oskar Dirlewanger ejecutaron a aproximadamente 40.000 habitantes civiles de Varsovia, en lo que ahora se conoce como la masacre de Wola. Las matanzas de Wola fueron infligidas en su mayoría por elementos del Kampfgruppe Reinefarth que asaltaron el área controlada por los insurgentes.
Es difícil determinar qué unidades específicas fueron responsables, pero las principales tareas de "limpieza" se habían asignado al Angriffsgruppe Dirlewanger con las siguientes fuerzas: 2 Batallones de Granaderos SS (I y II) del Sonderregiment Dirlewanger, el Aserbeidschanisches Feld Bataillon I./111 (Hptm. Werner Scharrenberg), el Ostmuslemanische SS-Regiment (sin el batallón III), el II Batallón Bergmann - (sin la 7.ª Komp.) del Ltn. Mertelsmann, el Gendermerie Operationsgruppe Walter (2.ª Gendarmerie Komp.), Komp. I y II del Aserb. Feld Btl. I/111, una batería antiaérea del 80.° Regimiento, el Sturmpanzer-Kompanie z.b.V. 218 (8 x Brummbär) Hptm. Kellmann, una parte de la 4. Kompanie del Aserb. Feld Btl. I / 111, 1.º Pelotón del 654.º Batallón Pioniere, 1 unidad de lanzallamas KRONE (8x Flammenwerfer 41).
La falta de documentación no permite especificar con precisión qué elementos de los anteriores estuvieron involucrados en la masacre de Wola. También es posible que algunas unidades del otro grupo de asalto que operaba en la zona de Wola (el Angriffsgruppe Reck) participaran activamente en los hechos, ya que también estaban formadas por la policía/gendarmería y unidades de asignación especial (la Warschau Polizei Kompanie del Hptm. Kirchhubel, la Polizei Wachtkompanie del Hptm. Fersemann, el pelotón de la SS-Röntgen MG Kompanie de Posen (Poznan), pero también el SS-Grenadiere de la SS-Schule Treskau y la 7.Komp/II azerbaiyana del Bt. Bergmann).

## Osttürkische Waffen-Verbände der SS
El 20 de octubre de 1944, el resto del Ostmuselmanisches SS-Regiment fue transferido de Ucrania a Eslovaquia y rebautizado como Osttürkische Waffen-Verbände der SS y reorganizado en 3 batallones organizados según la etnia.
- 1 Waffengruppe Turkestan
- 1 Waffengruppe Aserbeidschan (2.851 soldados: archivos de Gerhard von Mende)
- 1 Waffengruppe Idel-Ural

Cada batallón estaría formado por un Estado Mayor y cinco compañías de infantería. El regimiento Ostmuselmanisches se integró en el Osttürkische Waffen-Verbände der SS y se consideró disuelto. En diciembre de 1944, el Waffen-Gruppe Aserbeidschan (bajo el mando del Obersturmführer Kerrar Alesgerli) fue transferido al Kaukasiche Waffen-Verbände der SS. La Waffen Gebirgs Brigade der SS tártara fue disuelta y reemplazaría a los soldados azerbaiyanos; SS-Standartenführer Harun el-Raschid Hintersatz (nacido como Wilhelm Hintersatz (un oficial alemán, nacido en Senftenberg, en Lausacia, que se había convertido al islam en 1919). Las reorganizaciones comenzaron en enero de 1945 de la siguiente manera:
- SS-Waffengruppe Turkestan
- SS-Waffengruppe Krim
- SS-Waffengruppe Idel Urals

Aparentemente, se integraron nuevos "voluntarios", porque la Osttürkische Waffen-Verbände había aumentado de 5.000 hombres en enero de 1945 a 8.500 en el período de febrero a mayo de 1945. A medida que la Alemania nazi iba retrocediendo, las Waffen-SS renunciaron a toda norma de selección de reclutas. En ese momento, todas las fuerzas militares alemanas estaban escasa de hombres; por ejemplo, en enero de 1945, se combinaron los centros de reclutamiento del Heer y las Waffen-SS. Era cada vez más habitual que las tropas de las Waffen-SS fueran transferidas de otras ramas militares de la Wehrmacht o de formaciones paramilitares y civiles. Toda la unidad llegó en marzo de 1945 a Merate, a 20 km al norte de Milán, en el norte de Italia. Asignada a la defensa de la zona, la Osttürkische Waffen-Verbände aparentemente no participó en ninguna operación contra los partisanos. El 26 de abril de 1945 Hintersatz firmó un pacto con los partisanos locales, según el cual los soldados permanecerían en el cuartel de Merate, hasta que llegaran las tropas estadounidenses. Esto sucedió el 30 de abril de 1945, toda la unidad se rindió a la 1.ª División Blindada de los Estados Unidos.

## Kaukasischer Waffen-Verband der SS
En diciembre de 1944, mientras recibía entrenamiento en Eslovaquia, el rumor de que la unidad iba a ser transferida al ejército de Andréi Vlásov hizo minar la moral de los soldados. El 24 de diciembre 450 hombres desertaron, aunque 300 regresaron. El regimiento azerbaiyano fue retirado de la Osttürkische Waffen-Verbände el 30 de diciembre de 1944 y transferido a la Kaukasischer Waffen-Verband der SS.
La Kaukasischer Waffen-Verband der SS, también conocida como Freiwilligen Brigade Nordkaukasien, comenzó a formarse con voluntarios de la región del Cáucaso, con la Frewilligen-Stamm-Division como base. Fue trasladada desde el campo de entrenamiento de Neuhammer, en Paluzza, en el norte de Italia en enero de 1945 y aún estaba formándose cuando se rindió a las fuerzas británicas al final de la guerra.
- Comandante: SS-Standartenführer Arved Theuermann

Organización:
- Stab Kaukasischer Waffen-Verband der SS
- Stab Waffen-Gruppe Armenien
- Stab Waffen-Gruppe Nordkaukasus
- Stab Waffen-Gruppe Georgien
- Stab Waffen-Gruppe Aserbeidschan (1.090 soldados: archivos de Gerhard von Mende)

El Comandante o Waffen-Standartenführer, Magomed Nabi Oglu Israfilov nació el 25 de enero de 1893 en Azerbaiyán. Israfilov fue coronel del ejército imperial ruso. Desde el verano de 1943 hasta 1944 fue presidente del Comité de Azerbaiyán. De mayo a septiembre de 1943 fue comandante del 314.º Regimiento de Infantería en la 162.ª División de Infantería Turcomana. El 17 de marzo de 1945, fue nombrado responsable de asuntos militares en el Comité Nacional de Azerbaiyán. Fue condenado a muerte el 11 de julio de 1945 por el Distrito Militar de Bakú.

## Operación Zeppelin
La Operación Zeppelin (en alemán: Unternehmen Zeppelin) fue iniciada en 1942 por el SS-Brigadeführer Walter Schellenberg, quien se convirtió a mediados de mayo de 1943 en el Jefe de la Sección E del Amt IV de la RSHA, el servicio de inteligencia exterior de las SS. El SS-Obersturmbannführer Georg Greife fue el responsable de esta operación.
Tan pronto como las tropas alemanas entraron en el territorio del Cáucaso septentrional, miembros de los diferentes Comités Nacionales del Cáucaso, comenzaron a montar la base para una administración estatal y otras organizaciones para facilitar que la Wehrmacht pasara por Transcaucasia.
En el verano de 1942, los ministerios de Finanzas, Interior, Relaciones Exteriores del Reich y la RSHA crearon un grupo especial, el Sonderstab Kaukasus. El Sonderstab o personal especial estaba bajo la égida de la Operación Zeppelin. Los miembros del Sonderstab debían organizar unidades de las fuerzas policiales para mantener el orden en el territorio del Cáucaso septentrional y constituirían parte del aparato de una futura organización del Estado.
La Unternehmen Zeppelin tenía muchos propósitos: la creación de grupos de inteligencia para la recopilación y transmisión de información desde la URSS; la creación de grupos de defensa para la distribución de propaganda social, nacional y religiosa; la creación grupos rebeldes para organizar y llevar a cabo una rebelión; y la creación grupos para el sabotaje político y el terror.
A partir de informes de estos comandos tras de las líneas rusas, es posible determinar qué acciones se tomaron. Estaba previsto reclutar a futuros funcionarios públicos entre los prisioneros de guerra de nacionalidad caucásica, que se encontraban en gran número en los campos alemanes del norte del Cáucaso. El grupo azerbaiyano fue dirigido por Abbas Bey Atamalibekov. (No hay mucha información sobre Atamalibekov. En 1919 fue miembro de la delegación azerbaiyana dirigida por Alimardan Topchubashev que participó en la Conferencia de Paz de París en Versalles. Participó activamente en la formación de legiones nacionales de los prisioneros de guerra soviéticos en 1942 , junto con Abdurahman Fatalibeyli-Dudanginsky y Fuad Amirjan en Berlín. Representó a las SS de Azerbaiyán en el Comité Nacional de Azerbaiyán de 1943 a 1945 y luego huyó a Chile).
La Unternehmen Zeppelin tuvo un "éxito parcial". La mayoría de los miembros del Sonderstab fueron capturados y ejecutados por agentes de la KGB. En sus archivos personales, miembro del Ostministerium, Gerhard Von Mende da el número de 348 personas de origen azerbaiyano que participaron en esas operaciones. No se sabe si alguno de ellos era de las SS.